# 自己確証均衡
ゲーム理論において自己確証均衡 (じこかくしょうきんこう，self-confirming equilibrium) とは，展開型ゲームにおけるナッシュ均衡概念のひとつの一般化であって，そこではプレーヤーは相手が実際にとる行動を正しく予測するが，均衡で決して到達しない情報集合において相手が何をしたであろうかということについては思い違いをしているかもしれないようなものである．平たく言うと，自己確証均衡は，「もしゲームが繰りかえしプレーされるときにプレーヤーたちが相手のプレーについての信念を改訂していくとしたら，それは，自分の信念が誤ったものだと気づいたからにほかならない」というアイデアに動機づけられている．
整合的自己確証均衡 (consistent self-confirming equilibrium) は，自己確証均衡の精緻化であって，そこでは各プレーヤーは，自分じしんを除く相手プレーヤーが均衡戦略から逸脱したときに到達しうるすべての情報集合について，プレーを正しく予測している，という追加的制約を要請するものである．整合的自己確証均衡は，プレーヤーたちがときおり「気が狂った」対戦相手にあたるという学習モデルに動機づけられており，この均衡では，自分たちの均衡戦略に固執したとしても最終的には，対戦相手の逸脱によって到達しうるすべての情報集合におけるプレーの確率分布を学習するようになっている．